# Carrai
Carrai là một chi nhện trong họ Dipluridae.